# Абу Нумай I
Абу Нумай (Абу Нумі) I (араб. أبو نمي الأول; бл. 1232 — 8 жовтня 1301) — 21-й шаріф й емір Мекки у 1254—1301 роках. Повне ім'я Мухаммед Абу Нумайй ібн Абу'л-Саад аль-Хасан.

## Життєпис
Походив з гілки правлячої династії Хасанідів — бану-катада. Син шаріфа Абу'л-Саада аль-Хасана. Народився близько 1232 року в Янбу, де його батько був еміром. 1250 року разом з батьком повернувся до Мекки, де Абу'л-Саад отримав владу. Невдовзі Абу Нумайя, маючи 40 вершників, завдав поразки родичеві Раджі ібн Катада, який мав 700 вершників.
1253 року після загибелі батька втік з Мекки. Приєднався до стрийка Ідріса ібн Катада, з яким 1254 року переміг родича Ганіма ібн Раджі. Спільно з Ідрісом став шаріфом. У січні 1255 року їх, незважаючи на допомогу Джаммаза ібн Шіхаха, шаріфа Медіни, було повалено еміром аль-Мубарізом ібн Біртасом, якого відправив аль-Музаффар Юсуф (Расулід), володар Ємену. Співшаріфи зазнали поразки у битві у Кавз-ель-Маккасі, на південь від Мекки. Через 2 місяці Ідріс з Абу Нумаєм за підтримки Джаммаза ібн Шіхаха (зятя Абу Нумая) повернути владу над Меккою. У 1256—1257 роках за відсутності свого колеги самостійно керував Меккою. 1258 року коли він виступив на підкорення Таїфу, то Мекку захопили сини колишнього шаріфа Хасана ібн Катада. За 6 днів Абу Нумай I відвоював Мекку.
1261 року під тиском війська аль-Музаффара Юсуфа, володаря Ємену з династії Расулідів, спільно з співшаріфом відступив з Мекки. Але після того, як аль-Музаффар здійснив хадж (через 10 діб) Ідріс і Абу Нумай повернулися. 1268 року погиркався з Ідрісом, якого вигнав. Абу Нумай I звернувся до єгипетського султана Бейбарса щодо допомоги проти Ідріса, але не отримав ствердженої відповіді. Невдовзі Абу Нумай I вимушен погодитися з повернення до Мекки Ідріса. Натомість обидва визнали зверхність султана, зобов'язалися здійснювати хутбу (проповідь) і сікку (карбування монет) на його ім'я Бейбарса та сплачувати тому щорічну данину в 20 тис. срібних дірхемів. Того року Бейбарс здійснив хадж і був задоволений їхнім правлінням.
У 1270 році між двома шарифами знову сталася суперечка, в якій був убитий син Абу Нумайя. Останній втік до Янбу, де зібрав війська. У листопаді/грудні того ж року в битві біля Хулайса Ідріс зазнав поразки й загинув. Одноосібним шаріфом став Абу Нумай I.
У жовтні 1271 року проти нього виступив Ганім ібн Ідріс, емір Янбу (онук колишнього шаріфа Хасана ібн Катада), якому допоміг шаріф Джаммаз ібн Шіхах. Абу Нумай I відступив з Мекки. Але через 40 днів переміг супротивників, повернувши під владу місто. На деякий час зміцнив владу, але протистояння з еміром Янбу та шаріфом Медіни трвиало. 29 вересня 1276 року шаріф Мекки, маючи лише 100 врешників і 180 піхоти, в битві біля Марр-ез-Захрані завдав поразки спільному війську Ганіма ібн Ідріса та Джаммаза ібн Шіхаха, що мали 215 вершників й 600 піхоти.
Для сплати данини султану Єгипту впровадив високі податки на прочан, збільшивши платню до 30 мідних дирхемів за особу. 1282 року підтвердив клятву вірності єгипетському султанові Калауну. Проте Абу Нумай I намагався проводити самостійну політику з огляду на наявність загрозу з боку Расулідів. 1288 року внаслідок інтриг Джаммаз ібн Шіхах отримав від Калауна військо, з яким захопив Мекку. Але до кінця року за наказом дружини останнього Хузайми (доньки Абу Нумайї I) останнього було отруєно. Це дозволило Абу Нумайї повернути владу.
1292 року визнав владу аль-Музаффара з Расулідів, ім'я якого наказав згадувати в хутбі. 1293 року єгипетський султан Халіль аль-Ашраф наказав шаріфу Мекки прибути до нього. Абу Нумай I не наважився протидіяти, але добравшись до Янбу повідався про смерть султана, тому повернувся до Мекки. В подальшому вправно маневрував між Мамлюкським султанатом та Расулідами. 6 жовтня 1301 року зрікся влади на користь синів Хумайди та Румайти. Він помер через два дні в Аль-Джадіді в Ваді Марр аз-Захран поблизу Мекки.